# Koutoukalé Zéno
Koutoukalé Zéno ist ein Dorf in der Landgemeinde Karma in Niger.

## Geographie
Das von einem traditionellen Ortsvorsteher (chef traditionnel) geleitete Dorf liegt am linken Ufer des Flusses Niger. Es befindet sich rund sieben Kilometer westlich des Hauptorts Karma der gleichnamigen Landgemeinde, die zum Departement Kollo in der Region Tillabéri gehört. Zu den Siedlungen in der näheren Umgebung von Kotoukalé Zéno zählen Koutoukalé Koira Tégui im Nordwesten, Koutoukalé Peulh im Nordosten, Komba Goura im Südosten sowie Koutoukalé Kado und Koutoukalé Kourtey im Südwesten.
Koutoukalé Zéno ist Teil der Übergangszone zwischen Sahel und Sudan. Die durchschnittliche jährliche Niederschlagshöhe beträgt hier zwischen 400 und 500 mm. Bei Koutoukalé Zéno liegt ein temporärer Teich. Beim Dorf wurden die Vogelarten Flussregenpfeifer (Charadrius dubius), Schafstelze (Motacilla flava), Brillentaube (Streptopelia decipiens) und Bruchwasserläufer (Tringa glareola) beobachtet.

## Geschichte
Ein anfangs solarenergiebetriebenes Wasserversorgungssystem auf Basis von Grundwasser wurde 1992 installiert. Seine Energieversorgung wurde später adaptiert. Der staatliche Stromversorger NIGELEC elektrifizierte das Dorf im Jahr 2011.

## Bevölkerung
Bei der Volkszählung 2012 hatte Koutoukalé Zéno 2455 Einwohner, die in 260 Haushalten lebten. Bei der Volkszählung 2001 betrug die Einwohnerzahl 1115 in 142 Haushalten und bei der Volkszählung 1988 belief sich die Einwohnerzahl auf 1060 in 135 Haushalten.
In ethnischer Hinsicht leben Zarma und Songhai im Dorf.

## Wirtschaft und Infrastruktur

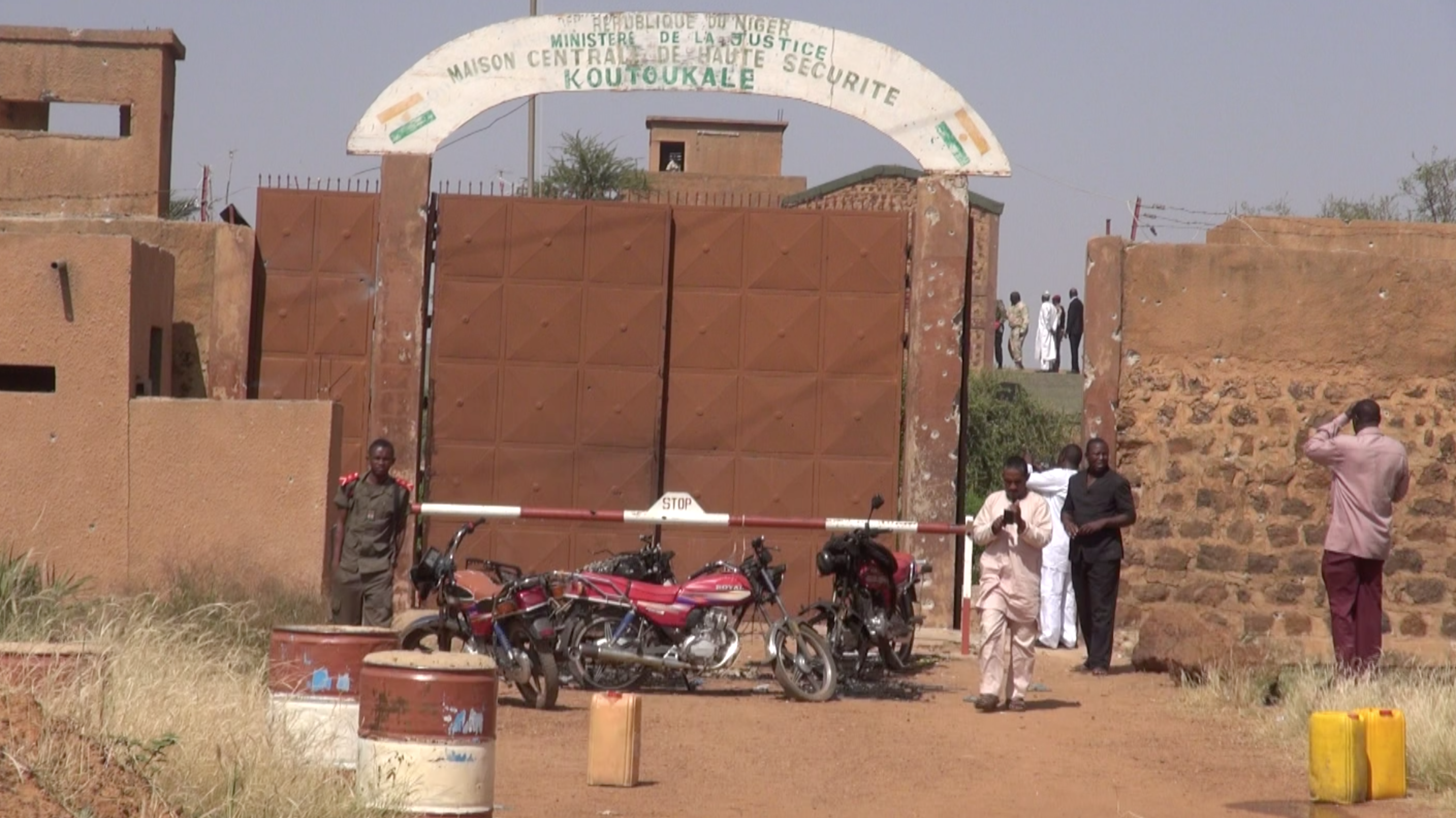
Hochsicherheitsgefängnis Koutoukalé (2016)

Bei Koutoukalé Zéno erstreckt sich ein bewässerungsfeldwirtschaftliches Areal. Hier wird das ganze Jahr über Reis angebaut, was neben dem Anbau von Hirse in der Regenzeit die Hauptbeschäftigung der Bevölkerung ist. Es gibt eine Schule. Nördlich des Dorfs steht das 2004 eröffnete Hochsicherheitsgefängnis Koutoukalé. Koutoukalé Zéno ist über die vier Kilometer lange Route 651, eine einfache Landstraße, mit der Nationalstraße 1 verbunden.